# 1958 en basket-ball
Chronologie du basket-ball
1957 en basket-ball - 1958 en basket-ball - 1959 en basket-ball
Les faits marquants de l'année 1958 en basket-ball :

## Mai
- Championnat d'Europe féminin : Bulgarie.

## Récapitulatifs des principaux vainqueurs de compétitions 1957-1958

### Masculins
| Europe - Coupe des clubs champions : ASK Rīga. - Espagne : Real Madrid. - France : Mézières. - Grèce : AEK Athènes. - Israël : Maccabi Tel-Aviv. - Italie : Simmenthal Milano. - URSS : SKVO Rīga. - Yougoslavie : OKK Belgrade. | Amériques - National Basketball Association : Saint-Louis Hawks. | Afrique, Asie, Océanie |

### Féminines
| Europe - Espagne : non disputé (création en 1964). - France : AS Montferrand. - Grèce : non disputé (création en 1968). - Italie : Stock Trieste. | Amériques | Afrique, Asie, Océanie |